# Ateloglossa erythrocera
Ateloglossa erythrocera är en tvåvingeart som först beskrevs av Thomson 1869.  Ateloglossa erythrocera ingår i släktet Ateloglossa och familjen parasitflugor.
Artens utbredningsområde är Kalifornien. Inga underarter finns listade.